# Cerkiew Trójcy Świętej na Wyspie Króla Jerzego
Cerkiew Trójcy Świętej – prawosławna świątynia na Wyspie Króla Jerzego, na terenie rosyjskiej stacji antarktycznej Bellingshausen, pierwsza cerkiew w Antarktyce.
Cerkiew powstała z błogosławieństwa patriarchy moskiewskiego i całej Rusi Aleksego II. Została zbudowana na Ałtaju, następnie przewieziona na Antarktydę i poświęcona w lutym 2004. Była to pierwsza tego typu budowla na Antarktydzie. Ikonostas znajdujący się w budynku powstał w pracowni malarskiej w Palechu. W nabożeństwie odprawianym w cerkwi może jednocześnie uczestniczyć trzydzieści osób. Budynek stanowi część rosyjskiej stacji antarktycznej Bellingshausen.
17 lutego 2016 świątynię odwiedził patriarcha moskiewski i całej Rusi Cyryl.

## Galeria

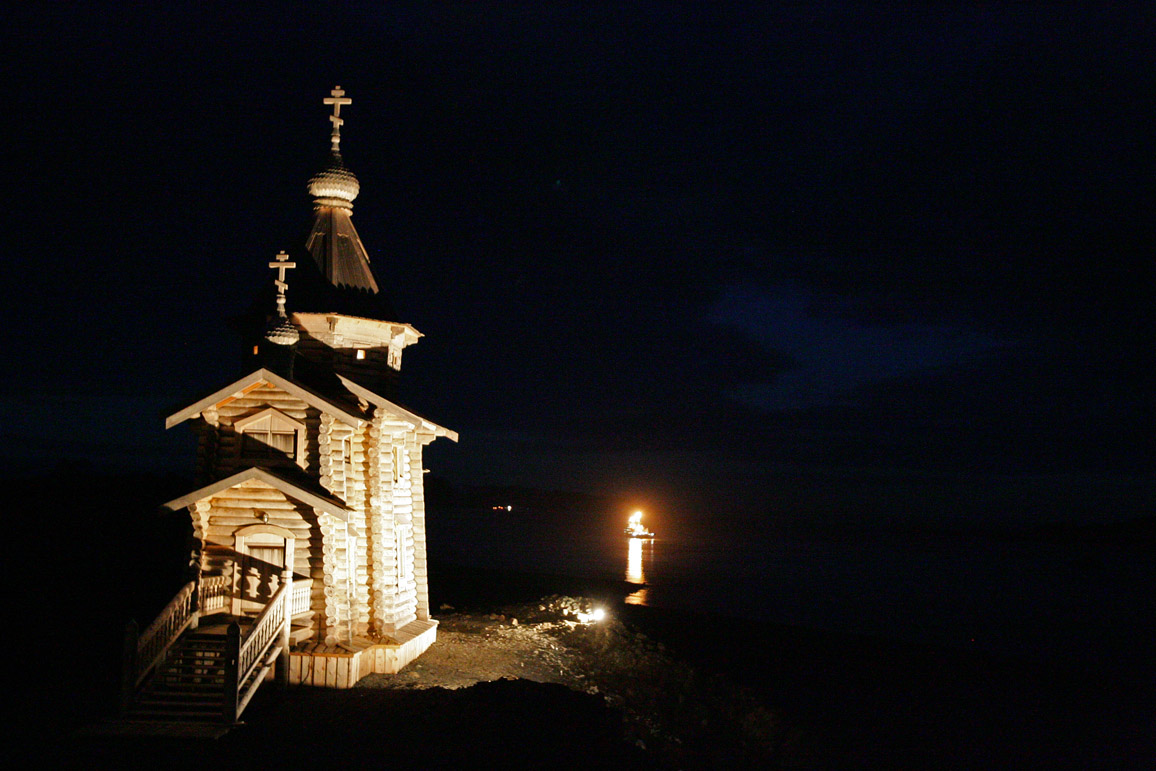
Cerkiew w nocy
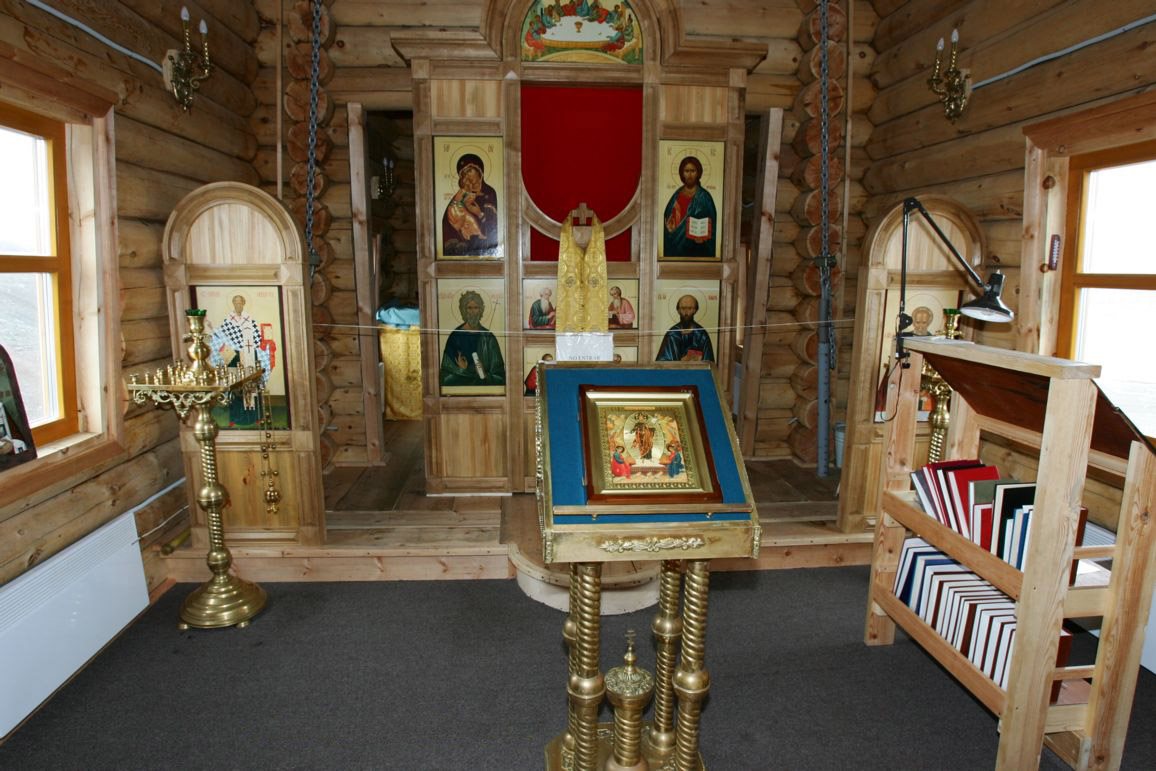
Wnętrze cerkwi